# باشگاه فوتبال لانک ویلاوردنسه
باشگاه فوتبال لانک ویلاوردنسه (انگلیسی: Länk FC Vilaverdense) یک باشگاه فوتبال پرتغالی مستقر در ویلا ورد در ناحیه براگا است. آنها در حال حاضر در لیگا پرتغال ۲، دسته دوم فوتبال پرتغال، بازی می کنند.